# Sitio de Sagunto
El sitio de Sagunto fue un enfrentamiento militar que tuvo lugar en el 219 a. C. entre los cartagineses, dirigidos por Aníbal Barca, y los saguntinos. Esta batalla se recuerda principalmente por haber sido el desencadenante de la segunda guerra púnica.

## Antecedentes
Después de que Aníbal fuera nombrado jefe supremo de los ejércitos cartagineses en Hispania (221 a. C.) a la temprana edad de veintiséis años, pasó dos años madurando planes para llevar adelante sus preparativos para garantizar el poder de Cartago en el mar Mediterráneo. Debía aprender además las características de los hombres a los que tenía que hacer frente. Los romanos pensaban que aquel joven general no supondría un problema grave y que no requería un esfuerzo especial. Hicieron tan poco caso de Aníbal que dirigieron su atención a los ilirios, que habían emprendido una revuelta. Los romanos ni siquiera reaccionaron cuando llegaron noticias de que Aníbal había puesto asedio a Sagunto, en el este ibérico.
Aníbal había roto el tratado establecido tras la primera guerra púnica. Aquí Aníbal hizo algo no muy diferente a lo que había hecho la República romana cuando se anexionó Cerdeña, pues también se le prohibía explícitamente hacerlo, ya que Sagunto era una ciudad aliada de Roma. En el plan de Aníbal, la conquista de Sagunto era fundamental. La ciudad era una de las más fortificadas de la zona y no era buena idea dejarla en poder del enemigo. Aníbal también esperaba que el saqueo mantendría contento a su ejército (en su mayoría mercenarios del norte de África, Iberia y la Galia). Las riquezas de la ciudad también servirían para ser mostradas ante los ojos de sus adversarios políticos cuando volviera a Cartago.

## El asedio

Esquema del asedio cartaginés de la ciudad

Durante el sitio de Sagunto, Aníbal sufrió algunas pérdidas debido a las amplias fortificaciones y la tenacidad de la defensa de los saguntinos, pero sus tropas asaltaron y destruyeron las defensas de la ciudad. Los saguntinos solicitaron la ayuda de Roma, pero no obtuvieron respuesta. Después de ocho meses de cerco, las últimas defensas saguntinas fueron finalmente rebasadas. Esto marcó el inicio de la segunda guerra púnica. Aníbal disponía ahora de una base desde la que podía suministrar a sus fuerzas alimentos y más tropas. Este fue uno de los primeros errores que los romanos cometieron en la segunda guerra púnica: si hubieran ido en socorro de Sagunto contra Aníbal, en lugar de combatir la revuelta iliria, podrían haber reforzado la ciudad y detenido a Aníbal antes de que cruzara los Pirineos.

## Consecuencias
Después del sitio, Aníbal trató de obtener el apoyo del Senado cartaginés. El Senado (controlado por un sector relativamente favorable a los romanos encabezados por Hannón el Grande) no solía estar de acuerdo con Aníbal y sus métodos de hacer la guerra, y nunca le dio apoyo completo e incondicional, incluso cuando estaba a punto de lograr la victoria absoluta a solamente 8 km de Roma. No obstante, en este episodio Aníbal fue capaz de obtener un limitado apoyo que le permitió trasladarse a Qart Hadasht, donde se reunió con sus hombres y les informó de sus ambiciosas intenciones. Brevemente, Aníbal emprendió una peregrinación religiosa antes de comenzar su marcha hacia los Pirineos, los Alpes y la propia Roma. La siguiente fase de la guerra se caracterizó por una extraordinaria racha cartaginesa de victorias en Trebia, el lago Trasimeno y, sobre todo, en la batalla de Cannas.

## El sitio de Sagunto en la literatura
Existen varias adaptaciones literarias de este episodio histórico. La primera fue de Silio Itálico en su poema Punica, donde habla de héroes como Aníbal, Murro y Asbité. Remata su elogio con estos hexámetros:
At vos sidereae quas nulla aequaverit aetas / ite, decus terrarum, venerabile vulgus / Elysium, et castas sedes decorate piorum (¡Vosotras, almas estelares, hermanas de los luceros; almas que no igualará edad alguna venidera, almas orgullo y honor de la tierra, venerable y elísea multitud; id y subid a honrar los altos asientos de los piadosos!).
También destaca una novela de Vicente Blasco Ibáñez, Sónnica la cortesana (1901), parcialmente basada en la Púnica, donde el autor valenciano narra el asedio cartaginés a través de las experiencias de un viajero griego que arriba a la ciudad poco antes del ataque.
El conflicto también aparece mencionado en la obra Africanus: el hijo del cónsul (2008) de Santiago Posteguillo, aunque con mayor brevedad. Otro autor valenciano, Javier Pellicer, ha tratado extensamente el sitio en su novela El espíritu del lince (2012), con la diferencia de que en este caso el protagonista es un guerrero íbero.

## El sitio de Sagunto en la música
Varios compositores han escrito música basada en el sitio y destrucción de Sagunto, como Joaquín Rodrigo y Bernardo Adam Ferrero. Una de las obras más importantes y destacadas escritas acerca de este acontecimiento histórico es la ópera, en tres actos, que en 1890 escribió Salvador Giner Vidal, con libreto de Luis Cebrián Mezquita. Esta ópera ha sido rescatada y editada en 2017 por el director de orquesta y compositor David Gómez Ramírez.